# Stefano Carozzo
Stefano Carozzo (né le 17 janvier 1979 à Savone, en Ligurie) est un escrimeur italien pratiquant l’épée. Il a été médaillé de bronze avec l’équipe d’Italie lors des Jeux olympiques d'été de 2008 à Pékin (Chine).

## Palmarès
- Jeux olympiques :
  -  Médaille de bronze à l’épée par équipe aux Jeux olympiques de 2008 à Pékin
- Championnats du monde d'escrime :
  -  Médaille d’argent à l’épée par équipe aux Championnats du monde d'escrime 2007
- Championnats d'Europe d'escrime :
  -  Médaille de bronze à l’épée par équipe aux Championnats d'Europe d'escrime 2006
  -  Médaille de bronze à l’épée par équipe aux Championnats d'Europe d'escrime 2008
- Coupe du monde d'escrime
  - Vainqueur de la Coupe du monde d'escrime de fleuret en 2005
- Championnat d'Italie :
  -  Champion d'Italie en 2005
  -  Champion d'Italie par équipes en 2008
  -  Médaille d’argent individuel en 2007
  -  Médaille d’argent par équipes en 2007
  -  Médaille d’argent par équipes en 2006
  -  Médaille de bronze individuel en 2006
  -  Médaille de bronze individuel en 2008